# 珠海北站
珠海北站是广珠城际铁路的高架车站，位于中国广东省珠海市珠海高新技术产业开发区金鼎工业片区内、金鼎北圍北霎村的附近，是广珠城际进入珠海市境内的第一站，于2011年1月7日启用。

## 车站构造

### 车站楼层

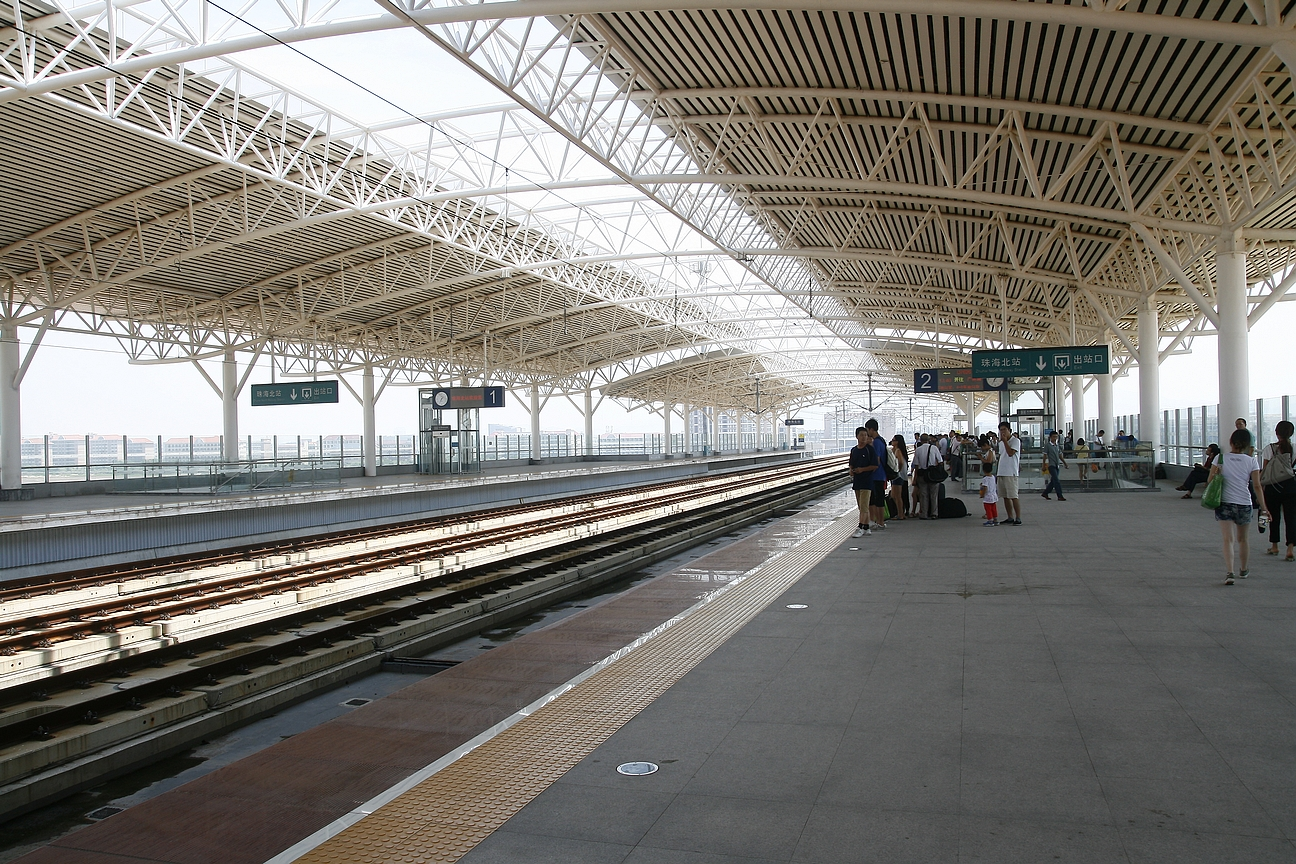
站台

珠海北站由中铁二十五局承建，是一个高架车站，站台距地面高度为11.3米，采用钢筋混凝土框架结构设计。车站总建筑面积达12万平方米，地面以上共分为两层，另设地下两层停车场。一楼地面为建筑面积为3653.4平方米的站厅层，设有站厅、售票中心和设备管理用房；二楼的站台层，站内设有四股轨道及两个侧式月台。
| 地上二层 | 侧式站台 | 侧式站台                          | 侧式站台 | 侧式站台 |
|          | 2站台    | 广珠城际 广州南方向（下站：翠亨） |          |          |
|          |          | 广珠城际 广州南方向正线           |          |          |
|          |          | 广珠城际 珠海方向正线             |          |          |
|          | 1站台    | 广珠城际 珠海方向（下站：唐家湾） |          |          |
|          | 侧式站台 |                                   |          |          |
| 地面     | 站厅     | 售票处、候车区、进站口、出站口    |          |          |

### 站房
珠海北站设计高峰小时客流量为1760人，属于小型车站规模。车站外墙以玻璃幕墙为主，除了保证站厅充分采光，旅客还能在二楼站台观看到凤凰山风景。车站两边的楼梯旁边设有扶手电梯和升降电梯各两部，另方便残障人士乘车，设有无障碍通道。

### 配线
珠海北站共设有4股轨道，包括2条正线及2条到发线，以及2个侧式站台。本站具备车辆调度始发的功能，故在2011-2012年间，作为广珠城际的南端终点站。
本站另设到发线的主要原因，是为将来从珠海北站引出支线预留空间。出于同样的原因，珠海北站的站台与轨道之间没有设计安全门或安全围栏。

## 历史
珠海北站于2008年动工，2010年5月开始站房主体结构的施工，同年8月底主体工程完工，并开始进行装修、钢结构雨棚等工程。珠海北站在规划及建设初期稱為金鼎站，开通前夕定名珠海北站。2010年11月20日完成所有工程，正式交付给轨道运营公司。
珠海北站作为一个中间站，原预计广珠城际开通时不承担列车始发或终到，但受位於拱北的珠海站工程延误影响，故位于中山市与珠海市交界的本站作为临时终点站。2011年1月7日，车站随广珠城际首期开通而启用。

## 配套交通
| 巴士 \| 编号 \| 编号 \| 线路 \| 线路 \| 线路 \| 收费 \| 运营商 \| 备注 \| \| ------ \| ---- \| -------------------- \| ------ \| ------------------------ \| ---- \| -------- \| -------------- \| \| \| 3A \| 城轨珠海北站 \| 全程 ⇆ \| 九洲港 \| 1元 \| 珠海香洲 \| \| \| 短线 ← \| 3A \| 城轨珠海北站 \| 唐家 \| \| 1元 \| 珠海香洲 \| \| \| \| 72A \| 城轨唐家湾站 \| ⇆ \| 城轨珠海北站 \| 1元 \| 珠海香洲 \| \| \| \| 998 \| （中山）雅居乐万象郡 \| ⇆ \| （中山）海湾城公交枢纽站 \| 2元 \| 中南公汽 \| 经珠海市香洲区 \| |      |                      |        |                          |      |          |                |
| 编号 | 编号 | 线路                 | 线路   | 线路                     | 收费 | 运营商   | 备注           |
| | 3A   | 城轨珠海北站         | 全程 ⇆ | 九洲港                   | 1元  | 珠海香洲 |                |
| 短线 ← | 3A   | 城轨珠海北站         | 唐家   |                          | 1元  | 珠海香洲 |                |
| | 72A  | 城轨唐家湾站         | ⇆      | 城轨珠海北站             | 1元  | 珠海香洲 |                |
| | 998  | （中山）雅居乐万象郡 | ⇆      | （中山）海湾城公交枢纽站 | 2元  | 中南公汽 | 经珠海市香洲区 |